# Rayan Aït-Nouri
Rayan Aït-Nouri, född 6 juni 2001, är en fransk-algerisk fotbollsspelare som spelar för Manchester City i Premier League.